# Phrase (Linguistik)
Als Phrase bezeichnet man in der Linguistik allgemein gesprochen eine geschlossene grammatische Einheit von einer Größe zwischen Wort und Satz (wobei Sätze und in gewissen Fällen Wörter als Grenzfälle mit eingeschlossen sein können). Phrasen gibt es in der Syntax und in einem anderen Sinn auch in der Phonologie.
In der Syntax bezeichnet man als Phrase eine Einheit (Konstituente), die abgeschlossen, also „syntaktisch gesättigt“ ist, im Gegensatz zu Einheiten, denen noch Ergänzungen fehlen. Im Rahmen der X-Bar-Theorie wird eine Phrase auch als „maximale Projektion (eines Kopfes)“ bezeichnet. Der in der germanistischen Tradition übliche Begriff Satzglied bezeichnet normalerweise Phrasen, ist aber enger gefasst, weil er nur auf im Satz verschiebbare Einheiten angewandt wird.

## Die Bezeichnung „Phrase“
Die verschiedenen Verwendungen des Wortes „Phrase“ gehen letztlich zurück auf altgriechisch phrásis „Rede, Ausdrucksweise“. Unter dem Einfluss des Französischen hatte dieses Fremdwort im 18. Jahrhundert die abwertende Bedeutung „inhaltsleere Redewendung“ angenommen. Der sprachwissenschaftliche Fachausdruck entstand davon unabhängig durch erneute gelehrte Entlehnung aus dem Griechischen im 20. Jahrhundert. Der Ausdruck „Phrase“ in der Musik steht auch hiermit im Zusammenhang.
In der Linguistik wird der Ausdruck „Phrase“ außer in der Syntax auch in der Phonologie (Lautlehre) verwendet. In der Syntax bezeichnet er eine Gliederungseinheit von einer Größe zwischen Wort und Satz. Da es auch in der Phonologie einen Begriff des „Wortes“ gibt (das phonologische Wort ist der Bereich, in dem eine Hauptbetonung auftritt), wird ganz analog eine rhythmische Gliederungseinheit aus mehreren phonologischen Wörtern als prosodische Phrase bezeichnet. Die nächstgrößere Gliederungseinheit ist die Intonationsphrase (letztere kann einem Satz der Syntax entsprechen).
Im Folgenden wird der syntaktische Begriff der Phrase näher dargestellt; zur Phonologie siehe das Stichwort Prosodie.

## Phrase und Konstituente

### Definitionsansätze im Überblick
Der allgemeinste Begriff einer syntaktischen Einheit ist die Konstituente, unter der Definition: „Eine Gruppe von Wörtern, die von einer syntaktischen Regel als Einheit behandelt werden.“
In vielen Lehrbüchern werden einfache Erläuterungen für den Begriff Phrase angeboten, die sich hiervon nicht unterscheiden lassen; manchmal werden die Begriffe Konstituente und Phrase sogar explizit gleichgesetzt.
Bei genauerer Behandlung wird die Konstituente als ein allgemeinerer Begriff und die Phrase als ein besonderer Fall einer Konstituente eingeordnet. Dies findet sich teils ausdrücklich so, anderswo geht es aus den Darstellungen indirekt hervor.
Als die besonderen Eigenschaften von Phrasen werden dann folgende Aspekte genannt (die in den nachfolgenden Unterabschnitten genauer erläutert werden):
- Verhalten in grammatischen Tests

Phrasen lassen sich dadurch nachweisen, dass sie z. B. im Gesamtsatz verschiebbar oder erfragbar sind.
- Abgeschlossenheit / „Sättigung“

Phrasen sind Konstituenten, die gesättigt sind, d. h., alle (obligatorischen) Argumente bzw. Ergänzungen sind in ihrem Inneren bereits vorhanden.
- Abgeschlossenheit bezüglich eines Kategoriemerkmals

Phrasen erben ein Kategoriemerkmal (Wortartmerkmal) von einem der Wörter in ihrem Inneren, dem Kopf der Phrase. Die Phrase ist dann der maximale Bereich, auf den sich diese Vererbung erstreckt.
Für diesen Aspekt siehe auch die Abgrenzung zwischen Phrase und Konstituente im Rahmen einer formalen Definition von Konstituenten im Artikel Konstituente #Konstituente und Phrase.

### Phrasen in Konstituententests

#### Verschiedene Verschiebungs- und Ersetzungstests
Verschieben und Ersetzen gehören zu den klassischen Konstituententests; so wird in den folgenden Beispielen der Ausdruck in der Matratze als Konstituente (also zusammenhängende Einheit) identifiziert, weil diese Wortgruppe im Satz umgestellt, durch ein Einzelwort ersetzt und in dieser Weise auch erfragt werden kann:
- „Wanzen haben sich in der Matratze eingenistet.“
- „In der Matratze haben sich Wanzen eingenistet.“
- „Dort  haben sich Wanzen eingenistet.“
- „Wo haben sich Wanzen eingenistet?“ etc.

Solche Konstituententests werden in der Praxis am häufigsten in dem Zusammenhang eingesetzt, dass man die Hauptbestandteile sucht, in die sich ein Satz als erstes zerlegen lässt (in der germanistischen Terminologie sind dies die Satzglieder). In solchen Zusammenhängen wird oft zwischen Konstituente und Phrase kein deutlicher Unterschied gemacht. Definitionen der Phrase nehmen dann einfach Bezug auf Konstituententests, zum Beispiel:

„Die Wörter, die eine Phrase konstituieren, verhalten sich zusammen wie eine syntaktische Einheit: Sie können meistens innerhalb eines Satzes verschoben werden, sie können durch Phrasen des gleichen Typs und verschiedener Komplexität ersetzt werden, und sie können erfragt werden (...).“

Mit dem Begriff der Phrase ist jedoch die Vorstellung verbunden, dass diese Einheit in irgendeinem Sinn „vollständig“ ist. Es ist zunächst nicht garantiert, dass eine „zusammenhängende Wortgruppe“ auch schon eine „vollständige“ Wortgruppe ist. Es muss also eigentlich unterschieden werden zwischen solchen Konstituententests, die Phrasentests sind, und solchen, die es nicht sind. Beispielsweise ist ein Koordinationstest ein Fall eines Konstituententests, der nicht automatisch vollständige Einheiten bzw. Phrasen zeigt, sondern es kann sich auch um Einheiten handeln, die anscheinend nicht vollständig sind:
- „...dass man auf den [verspäteten Bariton] und [umjubelten Opernstar] wartet.“

In diesem Beispiel würde der Artikel zu einer vollständigen Phrase auch beim zweiten Teil dazugehören. In der englischen Grammatik werden auch Ersetzungen mit one (und in verbalen Konstruktionen mit so) als Test für solche kleinere Einheiten angeführt:
- I like [the book about linguistics in my pocket] more than [the one on the table].

Hier ersetzt one nur den Teil book about linguistics, denn das nachfolgende Attribut in my pocket (das ebenfalls noch zu „book“ gehört) wird dann gegen ein anderes ausgewechselt. Selbst Ersetzungstests sind also nicht in jedem Fall Phrasentests.
Man geht aber z. B. davon aus, dass die Ersetzung durch Fragewörter immer Phrasen zeigt. Ebenso gilt die Vorfeldposition des Deutschen als Phrasenposition, der klassische Satzgliedtest der Vorfeldbesetzung somit als ein Phrasentest (siehe die Beispiele am Anfang dieses Abschnitts).

#### Tiefer eingebettete Phrasen
Der Aufbau eines Satzes aus verschiedenen Phrasen ist außerdem rekursiv, d. h. eine Phrase kann wieder andere Phrasen enthalten. Dies zeigt sich unter anderem darin, dass auch Einheiten im Inneren von Satzgliedern durch Fragewörter ersetzt werden können, sie erweisen sich also auch als Phrasen.
- „In der Matratze haben sich Wanzen eingenistet.“
- „In was haben sich Wanzen eingenistet?“

Die Phrase „in der Matratze“ zerlegt sich demnach in die Präposition „in“ und eine weitere Phrase „der Matratze“. Die Möglichkeit zu einer Verschiebung kann für solche tiefer eingebettete Phrasen entfallen, muss dies allerdings nicht immer.
In diesem Zusammenhang ist zu beachten, dass manche Vorfeldbesetzungen nicht als vollständige Satzglieder angesehen werden, aber dennoch vollständige Phrasen sein können – nämlich wenn aus einem Satzglied eine tiefer eingebettete Phrase „herausgezogen“ und ins Vorfeld verschoben werden kann:
- „[Über diese Wanderung] ist [ein kleines Buch --] entstanden.“ (= ein kleines Buch über diese Wanderung)
- „[80 Kilo] ist der Kasten [-- schwer].“ (= 80 Kilo schwer)

Solche Fälle sind ein Problem für die Satzglied-Definition, jedoch nicht für die Definition der Phrase, da eben sehr wohl eine Phrase in einer anderen enthalten sein kann und etwas derartiges nur beim Begriff des Satzglieds nicht erwartet wird.

### Phrasen als gesättigte Konstituenten
Als definierende Eigenschaft wird auch erwähnt, dass es sich bei Phrasen um syntaktische Einheiten handelt, die „gesättigt“ sind. Diese Art der Vollständigkeit ist am einfachsten daran zu sehen, dass alle Ergänzungen vorliegen, deren Erscheinen gefordert ist.
Ungesättigte Einheiten sind im Gegensatz dazu einzelne Wörter, die Ergänzungen fordern (bzw. regieren). Eine wichtige Art der syntaktischen Verbindung besteht also darin, zu einem Wort, das eine Ergänzung fordert, das Geforderte hinzuzufügen, zum Beispiel Verb + Objekt oder Präposition + Ergänzung:
- [ [einen Pfannkuchen] + V bestellen ]
- [ P mit  +  [einem kleinen Salat]  ]

Hierbei ist also ein Element ungesättigt, das andere sozusagen passiv. Es könnten nach einem solchen Prinzip nicht zwei Einheiten verbunden werden, die beide etwas fordern (was sie dann beide nicht bekämen). Dies kann zur Definition der Phrase benutzt werden: Der Eigenschaft, Phrase zu sein, entspricht die Eigenschaft, keine Forderung mehr zu haben – also sich als Ergänzung zu eignen:

„Eine Phrase ist ein einzelnes Wort oder eine Gruppe von Wörtern, die keine Restriktionen über den syntaktischen Kontext aufweist. Argumente sind Phrasen in diesem Sinne.“

Aus diesem Grund sind z. B. auch Satzglieder immer Phrasen: Sie hängen als Ergänzungen vom Prädikat des Satzes ab. Allgemein gesprochen sind Phrasen also die Ausdrücke, die eine Syntaktische Funktion haben können. Es ergibt sich dann folgerichtig, wie im obigen Zitat gesagt, dass auch Einzelwörter als Phrasen aufzufassen sind, wenn sie ohne weitere Ergänzungen als abhängiger Ausdruck erscheinen. Statt der Phrase „einen Pfannkuchen“ könnte auch ein Einzelwort wie „etwas“ als Objekt von „bestellen“ erscheinen. Der Ausdruck „etwas“ wäre nach diesem System ebenso als Phrase aufzufassen, da er keine offene Forderung hat und als Ergänzung dient.
Ein Unterschied zwischen Phrase und Konstituente ergibt sich dann, wenn ein Wort mehrere Ergänzungen fordert und sie schrittweise hinzugefügt werden: Dann entsteht im ersten Schritt eine syntaktische Einheit, die kein Einzelwort mehr ist, aber auch noch keine vollständige Phrase, vor allem weil auch dieser zusammengesetzte Ausdruck noch ungesättigt ist. Beispiel:

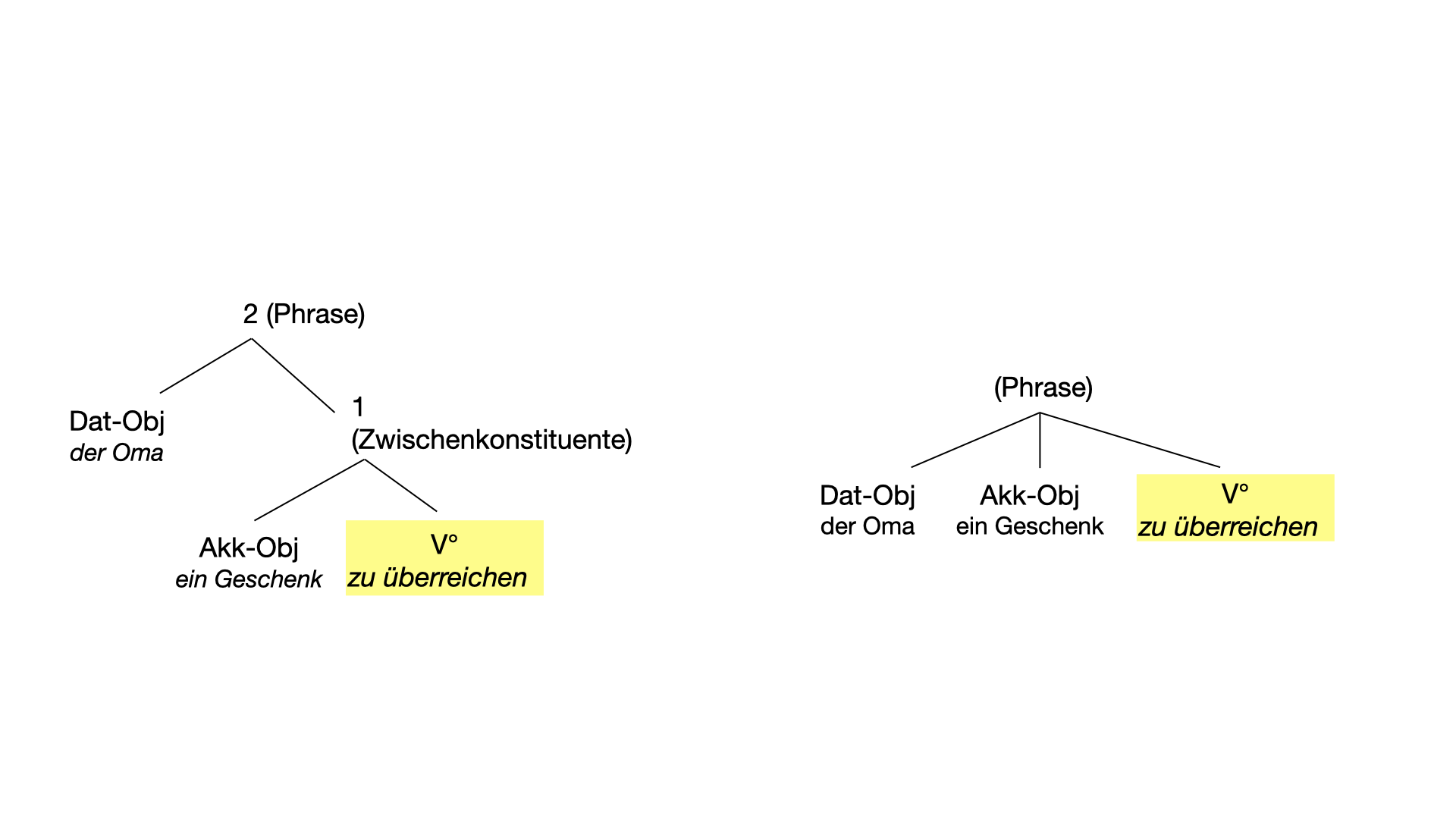
Links Phrasenaufbau mit Zwischen-Konstituente, rechts flache Phrasendarstellung

- „der Oma ein Geschenk zu überreichen“
- 1. Schritt:  [ [ein Geschenk] + V überreichen ]
- 2. Schritt: [ [der Oma] + [ [ein Geschenk] V überreichen ] ]

Eine solche schrittweise Komposition mit einer Zwischen-Konstituente ein Geschenk überreichen wird jedoch nicht in allen Syntaxmodellen angesetzt. Es finden sich auch Darstellungen mit „flacher Struktur“, wo zu einem regierenden Wort alle Ergänzungen auf einmal beigegeben sind, so wie in dem Baumdiagramm der nebenstehenden Abbildung. Wird dieses Format verwendet, dann zeigt eine Darstellung des Satzes nur Einzelwörter und Phrasen, zeigt also keinen Unterschied zwischen (zusammengesetzten) Konstituenten und Phrasen. Manche Lehrbücher argumentieren daher ausführlich für die Existenz von Zwischenprojektionen, z. B. für das Englische mithilfe der oben genannten Ersetzungstests mit one bzw. so.
Da ein Einzelwort immer eine syntaktische Einheit ist, ist aber auch das Wort, das als Kopf einer Phrase dient, ein Beispiel für eine Konstituente, die keine Phrase ist. Die Begriffe Konstituente und Phrase werden also in keinem Fall deckungsgleich.

### Phrasen tragen Kategoriemerkmale
Siehe auch: Nominalphrase, Adjektivphrase, Präpositionalphrase, Adverbphrase
Wenn Phrasen aus einem Wort und seinen Ergänzungen aufgebaut werden, dann wird das Wort, von dem dieser Prozess ausgeht, als der Kopf der Konstruktion bezeichnet. Der Kopf ist allgemein der Teil eines zusammengesetzten Ausdrucks, der die Eigenschaften des Ganzen festlegt. In den Grammatikmodellen, die vom Begriff der Phrase am meisten Gebrauch machen (Konstituentengrammatiken; zu Alternativen siehe unten), wird eine zweite Eigenschaft des Kopfes wichtig: Er vererbt sein Wortart-Merkmal (Kategoriemerkmal) auf die gesamte Einheit. Dies geschieht bei der Kombination mit allen Arten von Zusätzen, also nicht nur den erforderlichen Ergänzungen, sondern auch freien Angaben (Modifikatoren). Hierdurch wird erfasst, dass ein Wort allein oder zusammen mit Zusätzen dieselbe grammatische Funktion haben kann:
- mit Mühe / mit großer Mühe
- die überraschten Zuschauer / die von der Absage sehr überraschten Zuschauer

Der Zusatz von „groß“ ändert nichts daran, dass ein Ausdruck nach der Präposition stehen kann, „großer Mühe“ verhält sich insofern genauso wie das Substantiv „Mühe“ allein. Ebenso fungiert das Adjektiv „überraschten“ genauso als Attribut zum Substantiv „Zuschauer“ wie der erweiterte Ausdruck, auch die erweiterte Einheit ist also adjektivisch.
Daher kann man im Beispiel sagen, dass das Wortartmerkmal des Substantivs „Mühe“ (übliches Symbol: „N“ für „Nomen“) für die ganze größere Phrase „großer Mühe“ gilt, man nennt sie daher Nominalphrase, kurz NP. Das Wortartmerkmal „Adjektiv“ (A) gilt im zweiten Beispiel für die ganze Phrase, die also eine Adjektivphrase ist (AP), und die Infinitivkonstruktion „der Oma ein Geschenk zu überreichen“ ist eine Verbalphrase (VP):
- mit NP[  großer NMühe ]
- die AP[ von der Absage sehr Aüberraschten ] Zuschauer
- VP[ der Oma ein Geschenk Vüberreichen ]

Entsprechend ergibt „mit“ mit seiner Ergänzung eine Präpositionalphrase (PP):
- PP[  Pmit + NP[großer Mühe] ]

Wenn das Kategoriemerkmal eines Kopfes sich so auf eine größere Einheit ausbreitet, sagt man auch, dass der Kopf sein Merkmal projiziert. Die Phrase ist dann die maximale Projektion eines Kopfes. Die Maximalität zeigt sich in der Verbindung mit der nächsten Einheit: Im obigen Beispiel PP[ Pmit NP[großer Mühe] ] ist die maximale Projektion des N-Merkmals die Einheit „großer Mühe“, denn in der Verbindung mit P mit setzt sich dann das P-Merkmal weiter durch, die Projektion von N endet hierdurch, der N-Bereich wird nicht mehr vergrößert, wird also zur N-Phrase. Man kann dann definieren:

„Phrase: (...) eine maximale Konstituente, wobei eine Konstituente maximal ist, wenn es keine größere Konstituente gibt, die sie enthält und denselben Kopf wie sie hat. Phrasen werden nach ihren Köpfen benannt und mit „...P“ abgekürzt. So enthält eine NP ein N als Kopf (etc.)“

Wenn man die Phrase als die maximale Projektion eines Kategoriemerkmals definiert, heißt dies, dass eine Phrase nicht ohne ein Kategoriemerkmal gedacht werden kann. Der Begriff der Konstituente ist nicht so angelegt, da nach der eingangs benutzten Definition nur der Zusammenhalt definierend ist. In der Sache wird dennoch jede Konstituente ein Kategoriemerkmal tragen. Denn wenn beim Aufbau einer Phrase wie oben Zwischenschritte gemacht werden, muss auch die Zwischen-Konstituente ein Kategoriemerkmal erben (es muss sich danach noch weiter ausbreiten können). Dies wird dann mit einem Apostroph markiert, also hier V' :
- VP[ [der Oma] + V'[ [ein Geschenk] V überreichen ] ]

Es reicht also nicht aus, die Phrase nur darüber zu definieren, dass sie eine Wortgruppe ist, die ein Kategoriemerkmal trägt, sondern die Maximalität ist entscheidend.

## Phrase, Verb und Satz
In einer älteren englischsprachigen Tradition wurde der Begriff „Phrase“ nur auf Satzteile angewandt, ein Satz jedoch nicht als phrase sondern als clause bezeichnet. In vielen neueren Syntaxmodellen wird jedoch auch der Satz als eine Phrase identifiziert. Solche Analysen erfordern Zusatzannahmen zum bisherigen System (siehe unten); ein klarer Fall sind jedoch Nebensätze, die mit Konjunktionen wie „dass, weil, ob“ etc. eingeleitet werden. Hier verhält sich die Konjunktion als Kopf; beispielsweise macht die Konjunktion „ob“ einen Nebensatz zu einer indirekten Frage (die Kategorie der unterordnenden Konjunktion wird mit dem Symbol „C“ (engl. complementizer) bezeichnet):
- CP[ Cob + [das Baby schläft] ]

Die Analyse des Satzinneren erfolgt dann allerdings unterschiedlich.
Die erste Frage, die bei der Analyse des Satzes entsteht, ist die nach der Rolle der Verbalphrase. Verschiedene Syntaxmodelle unterscheiden sich hier besonders stark, und verschiedentlich sind für die VP Eigenschaften angenommen worden, die sie von anderen Phrasen unterscheiden. In den obigen Abschnitten sind VPs im Infinitiv gezeigt worden, wodurch die Frage offenblieb, wohin das Subjekt gehört (das im Infinitiv nicht erscheint). Nach dem Grundsatz, dass eine Phrase alle Ergänzungen enthält, die der Kopf fordert (und die Subjekt-Ergänzung hängt inhaltlich vom Verb ab), erwartet man das Subjekt in der VP. In älteren Modellen von Chomskys Generativer Grammatik ist dies jedoch nicht angenommen worden, sondern der Satz wurde in die zwei Teile Subjekt und VP zerlegt („S → NP + VP“). Die VP war also eine ungesättigte Phrase. In späteren Theorieversionen wurde dem Prinzip der Abgeschlossenheit von Phrasen mehr Gewicht eingeräumt, und man setzte das Subjekt als eine Ergänzung im Inneren der VP an, die allerdings im Laufe der syntaktischen Ableitung von dort wegbewegt werden konnte. In anderen Modellen wird ohnehin der Satz oder zumindest der Kernsatz mit der Verbalphrase identifiziert. Manche Forscher haben andererseits ganz gegen die Existenz einer VP zu argumentieren versucht.
In der klassischen Zerlegung „S → NP + VP“ verhält sich der Satz S (genauer gesagt: der Kernsatz, der auf eine Konjunktion folgen würde) nicht als Phrase, denn er hat keinen Kopf und ist damit keine maximale Projektion eines Merkmals. Andere Analysen haben mehr oder weniger abstrakte Elemente vorgeschlagen, die als Kopf des Kernsatzes dienen können (siehe im nächsten Abschnitt).

## Phrasen in verschiedenen Grammatiktheorien
Der Begriff der Phrase hat einen beschreibenden und einen theoretischen Aspekt. Als beschreibende Kategorie bezieht er sich darauf, dass Wortgruppen im Satz Eigenschaften des Zusammenhalts und der Abgeschlossenheit aufweisen. Diese Phänomene müssen alle Syntaxtheorien erklären können; sie tun dies aber nicht unbedingt immer dadurch, dass die „Phrase“ als ein abstraktes Objekt in der Modellierung erscheint.

### Generative Grammatik
In der Generativen Grammatik, die von Noam Chomsky begründet worden ist, stützt man sich am meisten auf Phrasen als Objekte im theoretischen Modell. Diese Darstellungen werden in unterschiedlichem Maß von anderen Syntaxtheorien geteilt oder nicht geteilt.

#### Phrasenstrukturgrammatik
Mit Syntactic Structures legte Chomsky 1957 seine erste systematische Analyse des Englischen vor, die auf einer Phrasenstrukturgrammatik fußte. Es handelt sich um einen Grammatikformalismus, der Regeln für die Manipulation von Symbolen enthält, Symbole sind hierbei die Phrasenkategorien (VP, NP etc.) und kleinere Einheiten bis hin zu den Kopfkategorien. Hierbei erscheinen solche Phrasensymbole manchmal sogar grundlegender als die wirklichen Wörter, denn in einer Sichtweise läuft eine Ableitung der Satzstruktur ab, die von einem abstrakten Startsymbol ausgeht und mithilfe von Produktionsregeln auf Bedingungen für die Einsetzung von Wörtern in die Struktur zuläuft. Die Ableitung endet dann mit dieser „lexikalischen Einsetzung“, anstatt mit den Wörtern zu starten (anders stellen sich spätere Theorievarianten dar wie das Minimalistische Programm).

#### X-Bar-Theorie
Eine wichtige Teiltheorie innerhalb der klassischen Generativen Grammatik (etwa dem GB-Modell) ist die X-Bar-Theorie, die allgemeine Bedingungen für den Aufbau von Phrasen formuliert. Zentrale Aussage dieser Theorie ist, dass alle Phrasen denselben Bauprinzipien unterliegen, egal welche Kategorie der Kopf hat (daher kann man „X“ als Variable für einen beliebigen Kopf benutzen). So ergibt sich, dass auch alle Funktionswörter wie Konjunktionen oder Hilfsverben ganz genauso Phrasen aufbauen können wie die Inhaltswörter der Kategorien N, V, A oder auch P. Ebenso ist vorgeschlagen worden, dass der Artikel eine eigene Phrase aufbaut (die eine dann verkleinerte Version der NP enthält), siehe Determinansphrase (DP).

#### Funktionale Projektionen

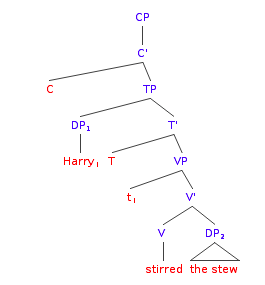
Englische Satzstruktur mit CP-TP-VP-Schichtung

Von den Verallgemeinerungen der X-Bar-Theorie aus ist ein weiterer Schritt gemacht worden, der auch syntaktischen Merkmalen, die nicht in Form sichtbarer eigener Wörter vorliegen, den Aufbau eigener Phrasen erlaubt (da die Theorie unsichtbare, „phonetisch leere“ Wörter und Konstituenten ohnehin erlaubt). Diese Phrasen werden als funktionale Projektionen bezeichnet (zusammen mit den schon genannten Phrasen aus Funktionswörtern).
In diesem Zusammenhang ist die Kategorie der finiten Merkmale (wie das Tempus oder die Kongruenz mit dem Subjekt) als Kopf des (finiten) Satzes angesetzt worden. Der (Kern-)Satz (der sich mit einer Konjunktion verbindet) ist so als „Finitum-Phrase“ (IP) oder „Tempus-Phrase“ (TP) und dergleichen analysiert worden. Die nebenstehende Abbildung zeigt eine solche Tempus-Phrase (TP), die von dem rot markierten T-Kopf ausgeht, der nicht mit einem sichtbaren Wort besetzt ist. Dies ist die syntaktische Repräsentation des Tempus (als eine Eigenschaft des Satzes), im Unterschied zur sichtbaren Wortform der Vergangenheit als Eigenschaft des Verbs (V); es werden dann Bedingungen formuliert, dass die Wortform des Verbs grammatisch zulässig ist, wenn sie in einem bestimmten syntaktischen Bereich mit einem T zusammen vorkommt.

### LFG
Die Lexikalisch-funktionale Grammatik benutzt eine Phrasenstruktur-Komponente, die der Chomskyanischen relativ weitgehend entspricht, aber nur als eine Teiltheorie in Wechselwirkung mit anderen Komponenten. Beispielsweise wird Chomskys Analyse des englischen Satzes als Finitum-Phrase (IP bzw. TP) auch hier benutzt. Die Phrasenstruktur-Komponente der LFG hat insgesamt aber weniger Einschränkungen, da andere Komponenten ihr Aufgaben abnehmen. So kann z. B. im Aufbau komplexer Phrasen die Kategorie wechseln, ohne dass ein neuer Kopf in der Konstituentenstruktur hinzu kommt, weil dieser Wechsel ebenso gut von anderen Theoriekomponenten erzwungen werden kann.

### HPSG
In der HPSG arbeitet man nicht mit Phrasenstrukturen als Objekten der Modellierung, sondern an deren Stelle treten Beschreibungen von Merkmalsstrukturen. Hierbei werden manche Phrasenkategorien benutzt, um beispielsweise zu beschreiben, welche Ergänzungen verlangt werden. Objekte wie „NP“ haben dann aber nur beschreibenden Charakter, das Symbol steht dann als Abkürzung für eine komplexe Merkmalsbeschreibung. Eine Verbalphrase oder Phrasenkategorie des Satzes spielt keine Rolle, da der Aufbau des Satzes wesentlich im Ausfüllen der Merkmalsbeschreibung besteht, die vom Verb herkommt.

### Dependenzgrammatik
Die Dependenzgrammatik ist vom Modell einer Phrasenstruktur am weitesten entfernt. Die Zusammengehörigkeit von Wörtern im Satz wird hier nicht durch die Zusammenfügung größerer Gebilde mit eigenen Kategoriemerkmalen erfasst, sondern stets mit Ketten von jeweils paarweisen Abhängigkeits-Beziehungen zwischen einzelnen Wörtern. Es gibt verschiedene Untersuchungen zum Vergleich von Dependenzstrukturen und Konstituentenstrukturen und Überlegungen zur wechselseitigen Übersetzbarkeit der Darstellungen, die aber zunächst sehr verschiedenartig sind. (Siehe den Spezialartikel zur Dependenzgrammatik.)